# Flaminio Piccoli
Flaminio Piccoli (ur. 29 grudnia 1915 w Kirchbichl, zm. 11 kwietnia 2000 w Rzymie) – włoski polityk i dziennikarz, długoletni parlamentarzysta, minister, w 1969 oraz od 1980 do 1982 lider Chrześcijańskiej Demokracji (DC).

## Życiorys
Urodził się w austriackim Tyrolu. Uzyskał dyplom z zakresu księgowości w Trydencie. W 1938 został absolwentem studiów z języków obcych na Uniwersytecie Ca’ Foscari w Wenecji. Działał w katolickiej organizacji studenckiej AUCT. W trakcie II wojny światowej w 1940 zmobilizowany, przebywał na froncie francuskim, później w Albanii i Czarnogórze. Po kapitulacji Włoch uwięziony przez faszystów, zdołał uciec z pociągu mającego wywieźć go do obozu koncentracyjnego. Przez pewien czas pozostawał w ukryciu.
Od połowy lat 40. związany z Chrześcijańską Demokracją. Zajął się dziennikarstwem, został redaktorem naczelnym związanej z chadekami regionalnej gazety „Il Popolo Trentino” (przekształconej później w „l’Adige”). Od 1952 przewodniczył radzie diecezjalnej Azione Cattolica. W 1958 uzyskał mandat posła do Izby Deputowanych I kadencji. Siedmiokrotnie (w 1963, 1968, 1972, 1976, 1979, 1983 i 1987) z powodzeniem ubiegał się o reelekcję. Od marca 1970 do maja 1972 sprawował urząd ministra zasobów państwowych w trzech rządach, którymi kierowali Mariano Rumor, Emilio Colombo i Giulio Andreotti.
Obejmował różne funkcje w strukturach swojego ugrupowania. Dwukrotnie (w 1969 oraz w latach 1980–1982) kierował Chrześcijańską Demokracją jako jej sekretarz. Był również przewodniczącym frakcji poselskiej chadeków oraz rady krajowej DC. Od 1979 do 1984 sprawował mandat posła do Parlamentu Europejskiego I kadencji. W latach 1992–1994 wchodził w skład Senatu X kadencji.